# Jankowo Dolne (meteoryt)
Jankowo Dolne – meteoryt żelazny należący do oktaedrytów gruboziarnistych, klasyfikowany też jako I AB, znaleziony w lipcu 2004 roku w miejscowości Jankowo Dolne w powiecie gnieźnieńskim w Polsce.
Meteoryt znalazł pan Mateusz Szyszka, były członek Polskiego Towarzystwa Meteorytowego. Największy fragment meteorytu, o masie około 12 kg, znaleziony został w ulu, gdzie pełnił rolę obciążenia. W pobliżu znaleziono jeszcze kolejne kawałki meteorytu o masach: 112 g, 151 g i 220 g. Do badań trafił najmniejszy fragment. Przypuszcza się, że Meteoryt Jankowo Dolne należy do tego samego spadku co Meteoryt Morasko.